# Pang Tong

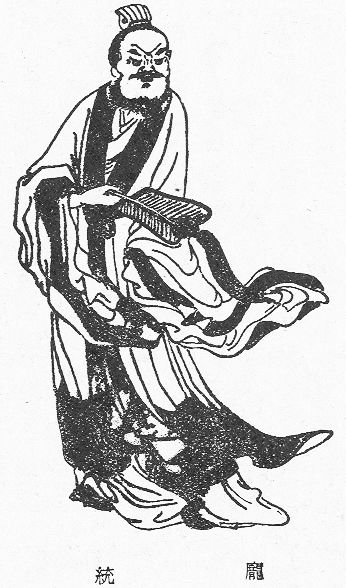
Illustration einer Qing-Ausgabe der Geschichte der Drei Reiche.

Pang Tong (chinesisch 龐統 / 庞统, Pinyin Páng Tǒng; * 178; † 213), Großjährigkeitsname Shìyuán (士元) war ein chinesischer Ratgeber Liu Beis zur Zeit der Drei Reiche. Sein daoistischer Name lautete Junger Phönix (鳯雛 / 鳯雏,  Fèngchù). Die historische Novelle „Geschichte der Drei Reiche“ beschreibt ihn als brillanten Taktiker und Strategen und stellt ihn mit Zhuge Liang auf eine Stufe. Die beiden wurden Liu Bei nach Sima Hui mit folgenden Worten vorgeschlagen: „Schlafender Drache und Junger Phönix; mit jedem von ihnen kannst Du unter dem Himmel siedeln.“
Pang Tong stammte aus Xiangyang im späteren Königreich Wu, wo er zunächst Sun Quan diente. Bei der Schlacht von Chibi tat er so, als liefe er zu Cao Cao über, und schlug ihm die „Taktik der verbundenen Schiffe“ vor, welche Cao Caos Niederlage herbeiführte.
Nach dem Tod des Wu-Oberbefehlshabers Zhou Yu schlug sein Nachfolger Lu Su Pang Tong als obersten Berater für Sun Quan vor. Dieser lehnte ihn jedoch wegen seines hässlichen Äußeren ab, was Pang Tong aufbrachte. So erwiderte er auf die Frage, wie seine Kenntnisse im Vergleich zu denen von Zhou Yu seien, dass man seine Kenntnisse nicht mit denen Zhou Yus vergleichen könne.
Darauf trat Pang Tong in Liu Beis Dienste, für den er die Eroberung von Ba Shu (heutiges Sichuan) plante. Dieses Gebiet, das damals unter dem Gouverneur Liu Zhang stand, sollte später einmal das Herzstück von Liu Beis Reich Shu sein. Pang Tongs Vorschlag, Liu Zhang bei einem Treffen gefangen zu nehmen, lehnte Liu Bei jedoch ab, um sich nicht die Sympathie der Bevölkerung zu verscherzen. Die Geschichte der Drei Reiche schmückt diese Begebenheit derartig aus, dass Wei Yan Liu Zhang bei einem angeblichen Schwerttanz ermorden sollte. Weil Liu Bei in Liu Zhang jedoch einen Verwandten sah, verhinderte er diese Tat, und half Liu Zhang später sogar gegen einen Angriff des westlichen Warlords Zhang Lu.
Als Liu Zhang Liu Bei jedoch keine Verstärkung mehr schickte, entschloss sich Liu Bei, seine Fürsorge fallenzulassen, und startete den Angriff auf Liu Zhang durch den strategisch wichtigen Fu-Pass. Dort lauerten Liu Zhangs Generäle Yang Huai und Gao Pei. Sie hatten einen Anschlag auf Liu Bei vor, wurden aber von Pang Tong entdeckt und hingerichtet. Pang Tong selbst geriet im Tal des Gefallenen Phönix (落鳯坡,  Luòfèngpō) in einen Hinterhalt und fiel. In der Geschichte der drei Reiche wird sein Tod dramatisch geschildert: Nachdem Liu Bei ihm sein Pferd als Ersatz für das eigene, zusammengebrochene gelassen hatte, ritt Pang Tong in das Tal. Als er den Namen des Ortes erfuhr, erschauerte er und befahl den Rückzug, aber es war bereits zu spät. Liu Zhang hatte Bogenschützen geschickt, um Liu Bei zu töten. Da sie ihn aber nicht kannten, zielten sie auf Pang Tong und erschossen ihn. Darauf geriet Liu Bei am Pass in Bedrängnis, so dass Zhuge Liang die Jing-Provinz verlassen musste, um ihn zu entsetzen. Guan Yu hielt die Jing-Provinz allein, bis er im Jahr 219 von den vereinten Truppen Cao Caos und Sun Quans besiegt wurde.